# Imperi de Palmira

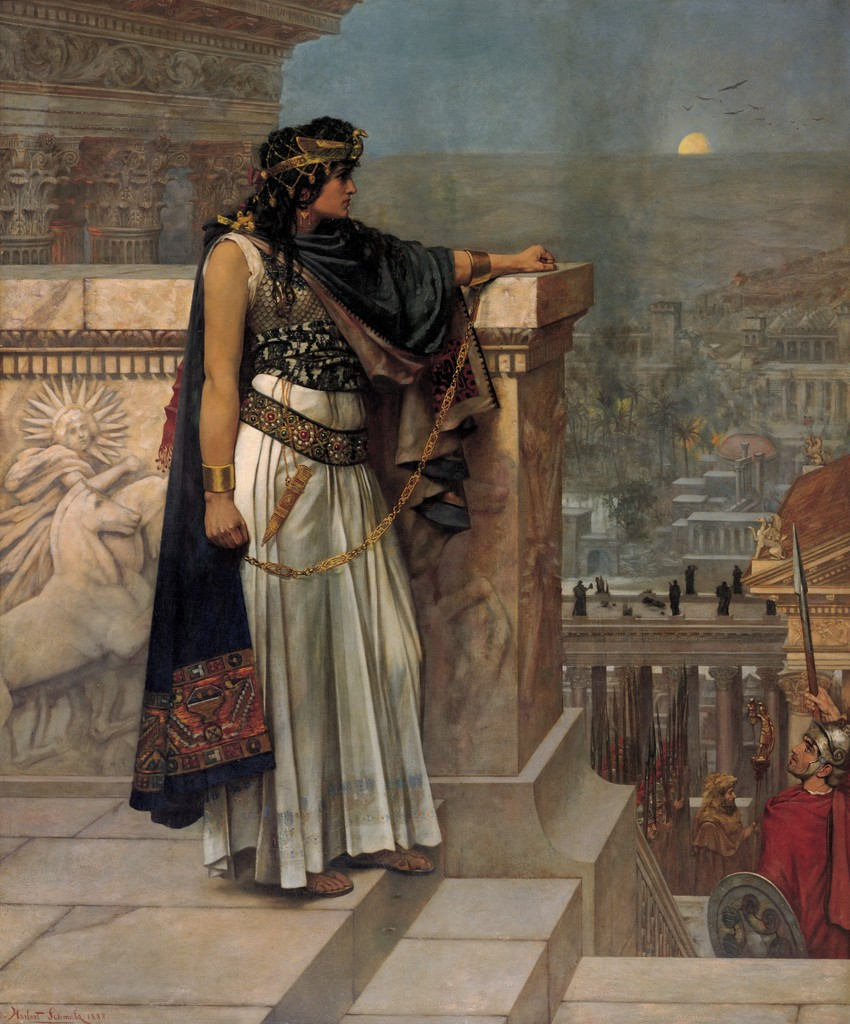
Zenòbia mirant per última vegada Palmira

L'Imperi de Palmira o Imperi Palmirenc va ser un efímer estat de l'Orient Pròxim escindit de l'Imperi Romà, format a partir de la revolta del regne de Palmira, un regne nabateu sotmès a Roma, l'any 260 amb la suposada intenció de dominar els dos que el flanquejaven, el romà i el sassànida i a partir de la crisi del segle iii. Comprenia les províncies romanes de Síria-Palestina, Egipte i zones del sud-est de l'Àsia Menor. L'imperi va prendre el seu nom de la ciutat capital, Palmira. Només va tenir una governant, la reina Zenòbia. L'emperador Aurelià va reprendre el control de la zona per l'Imperi Romà l'any 273.

## Creació
La derrota i captivitat de l'emperador Valerià el 260, va deixar les províncies orientals vulnerables als perses. La idea d'una supremacia persa a la regió no era una cosa desitjable per Palmira i el seu regent, Septimi Odenat. Inicialment, segons sembla, Odaenathus intentar subornar el monarca persa Sapor I. No obstant això, quan els seus presents van ser rebutjats va decidir donar suport a la causa de Roma. La neutralitat que havia creat la prosperitat de Palmira va ser abandonada en pro d'una política militar activa, que, mentre contribuïa a la fama d'Odenat, en poc temps va portar la ruïna a la seva ciutat natal. Va atacar les forces armades perses que retornaven després del saqueig d'Antioquia i els va infligir una gran derrota abans que poguessin travessar el riu Eufrates.
Després de ser proclamats dos emperadors a l'Orient el (261), Odenat va prendre part per Gal·liè, el fill i successor de Valerià. Va atacar i va matar l'usurpador Quietus a Emesa i va ser recompensat per la seva lleialtat amb una posició excepcional (262). Ja havia assumit el títol de rei anteriorment, però ara se'l va nomenar  totius Orientis imperator , no simplement un regent, ni un August, sinó líder independent de tot l'Orient.
En una sèrie de campanyes ràpides i reeixides, durant les quals va deixar Palmira sota el control de Septimi Worod, va travessar el riu Eufrates i va capturar Edessa, recuperant Nísibis i Carras. Fins i tot va prendre l'ofensiva contra Pèrsia i va atacar per dues vegades la capital Ctesifont. Probablement també va portar a Armènia de tornada a l'Imperi romà. Aquestes victòries van restaurar el domini romà a l'Est i Gal·liè no va creure inconvenient fer una parada triomfal amb captius i trofeus que Odenat havia guanyat (264). Odenat va celebrar les seves victòries a l'Est, compartint el títol oriental de «rei dels reis» amb el seu fill gran Hairan (Herodes).
Tot i mantenir les formalitats davant seu superior, l'Emperador Romà, hi ha pocs dubtes que l'objectiu d'Odenat fos crear un imperi independent. No obstant això, durant la seva vida, no hi va haver cap conflicte amb Roma. Estava a punt d'atacar els gots a Capadòcia quan, juntament amb el seu fill gran Hairan, va ser assassinat pel seu nebot Maconius. No hi ha cap base per suposar que tal acte de violència hagués estat instigat per Roma. Després de la seva mort (266-267), Zenòbia el va succeir en la seva posició i va governar Palmira juntament amb el seu fill Vabalat, també anomenat d'Athenodorus.

## Imperi
Amb l'incentiu d'aprofitar el buit de poder que l'Imperi Sassànida encara no havia arribat a omplir, Zenòbia va aconseguir deposar el pretendent que es va alçar a Egipte per al tron romà i va reclamar la corona de l'imperi per al seu fill. El regne de Zenòbia es va estendre des d'Egipte fins a Àsia Menor, abastant Síria-Palestina, Egipte i amplis territoris a l'Àsia Menor. Al principi, Aurelià havia estat reconegut com a emperador, mentre que Vabalat, el fill de Zenòbia, gaudia del títol de  rex  i  imperator  («rei» i «comandant militar suprem»), però Aurelià va decidir envair les províncies orientals quan es va sentir prou fort.
D'aquesta manera, l'emperador Luci Domici Aurelià va emprendre una campanya militar contra Zenòbia i la va derrotar. La ciutat de Palmira va rebre el perdó al principi però, davant d'un intent de revolta dels seus habitants, va ser completament destruïda.

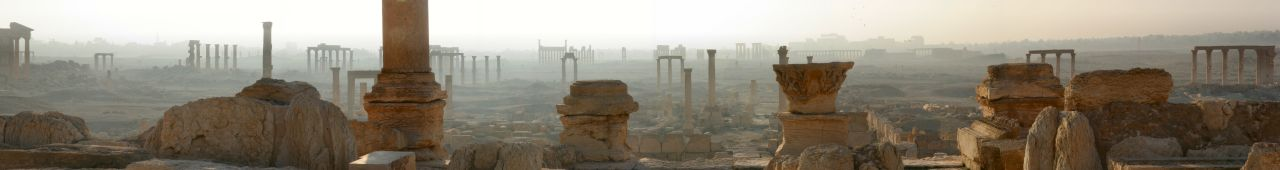
Panorama de Palmira.